# Seo Kang-joon
Đây là một Seo, họ là Lee.
Seo Kang Joon (Hangul:서강준) tên thật là Lee Seung Hwan (이승환) sinh ngày 12 tháng 10 năm 1993, là nam diễn viên người Hàn Quốc. Vai diễn đầu tiên của anh trong bộ phim tình cảm hài hước Hàn Quốc năm 2014 là Cunning Single Lady.
Anh là một phần của 5urprise (tiếng Hàn: 서프라이즈), một nhóm có 5 thành viên ra mắt bởi công ty tài năng Fantagio vào năm 2013 được đầu tư vào diễn xuất, âm nhạc, quảng cáo và chương trình thực tế.

## Phim và chương trình truyền hình

### Phim truyền hình
| Năm  | Tiêu đề                                     | Vai trò                            | Kênh                     |  |
| ---- | ------------------------------------------- | ---------------------------------- | ------------------------ |  |
| 2012 | To the Beautiful You                        | Học sinh (tập 3 và 7 - khách mời)  | SBS                      |  |
| 2013 | After School: Lucky or Not                  | Seo Kang-joon                      | Nate Hoppin/ BTV/T-store |  |
| 2013 | Thiên Thần Áo Trắng (Good Doctor)           | Khách mời, tập 12                  | KBS2                     |  |
| 2013 | Quản Gia Bí Ẩn (The Suspicious Housekeeper) | Choi Soo-hyuk                      | SBS                      |  |
| 2013 | Drama Festival "Haneuljae's Murder"         | Yoon-ha                            | MBC                      |  |
| 2014 | Cunning Single Lady                         | Gook Seung-hyun                    | MBC                      |  |
| 2014 | Gia đình kỳ quặc                            | Yoon Eun-ho                        | KBS2                     |  |
| 2015 | Bức Họa Vương Quyền (Hwajung)               | Hong Jo Won                        | MBC                      |  |
| 2016 | Bẫy tình yêu                                | Baek In-ho                         | tvN                      |  |
| 2016 | Entertainer                                 | Lee Sang-won (tập 7 & 8 khách mời) | SBS                      |  |
| 2016 | Đoàn tùy tùng                               | Cha Young Bin                      | tvN                      |  |
| 2018 | Anh cũng là con người?                      | Nam Shin/Nam Shin III              | KBS2                     |  |
| 2018 | Vẻ Quyến Rũ Thứ 3 (The 3rd Charm)           | On Joon Young                      | JTBC                     |  |
| 2019 | Người Giám Sát (Watcher)                    | Kim Young Goon                     | OCN                      |  |
| 2020 | Trời Đẹp Em Sẽ Đến                          | Lim Eun Seop                       | JTBC                     |  |

### Phim điện ảnh
| Năm  | Tiêu đề              | Vai trò  |
| ---- | -------------------- | -------- |
| 2014 | My Love, My Bride    | Joon-soo |
| 2015 | Người yêu tôi là ai? | Woo-jin  |

### Chương trình thực tế
| Năm  | Tiêu đề                      | Kênh | Ghi chú                   |
| ---- | ---------------------------- | ---- | ------------------------- |
| 2014 | Roommate                     | SBS  | Thành viên, Mùa 1 & 2     |
| 2015 | Running Man                  | SBS  | Khách mời, tập 230        |
| 2015 | Match Made in Heaven Returns | MBC  | Khách mời, tập 4-5        |
| 2015 | Dating Alone                 | MBC  | Khách mời, tập 4-5        |
| 2015 | Taste of Others              | JTBC | Với các thành viên, tập 4 |
| 2016 | Law of the Jungle: Tonga     | SBS  | Thành viên khách mời      |
| 2016 | Radio Star                   | MBC  | Khách mời, tập 481        |

### Xuất hiện trong MV
| Năm  | Ca khúc                           | Ca sĩ          | Hợp tác            |
| ---- | --------------------------------- | -------------- | ------------------ |
| 2013 | "Do You Want Some Tea?"           | Hello Venus    |                    |
| 2014 | "Re;code Episode 5 - I'm in Love" | Ailee và 2LSON | Park Soo-jin, Dave |
| 2014 | "From My Heart"                   | 5urprise       | Tiffany Tang       |

## Giải thưởng
| Năm  | Giải thưởng                                  | Thể loại                   | Đề cử                   | Kết quả   |
| ---- | -------------------------------------------- | -------------------------- | ----------------------- | --------- |
| 2014 | 7th Korea Drama Awards                       | Diễn viên mới xuất sắc     | Cunning Single Lady     | Đoạt giải |
| 2014 | 16th Seoul International Youth Film Festival | Diễn viên trẻ xuất sắc     | Cunning Single Lady     | Đề cử     |
| 2014 | MBC Drama Awards                             | Diễn viên mới xuất sắc     | Cunning Single Lady     | Đề cử     |
| 2014 | KBS Drama Awards                             | Diễn viên mới xuất sắc     | What's With This Family | Đề cử     |
| 2014 | SBS Entertainment Awards                     | Giải tân binh nam xuất sắc | Roommate                | Đề cử     |
| 2015 | 8th Korea Drama Awards                       | Giải diễn viên xuất sắc    | Splendid Politics       | Đề cử     |
| 2015 | 8th Korea Drama Awards                       | Giải ngôi sao hàng đầu     | Splendid Politics       | Đoạt giải |
| 2016 | 52nd Baeksang Arts Awards                    | Diễn viên nổi tiếng (TV)   | Cheese in the Trap      | Đề cử     |